# Molophilus (Molophilus) spiculistylatus
Molophilus (Molophilus) spiculistylatus is een tweevleugelige uit de familie steltmuggen (Limoniidae). De soort komt voor in het Australaziatisch gebied.